# هیگاشی‌شیراکاوا، گیفو
هیگاشی‌شیراکاوا، گیفو (به لاتین: Higashishirakawa, Gifu) یک منطقهٔ مسکونی در ژاپن است که در Kamo District واقع شده‌است. هیگاشی‌شیراکاوا  ۲٬۴۸۰ نفر جمعیت دارد.